# Gattaca
Gattaca je americký film Andrewa Niccola z roku 1997. Film získal jednu nominaci na Oscara.

## Obsah
Děj se odehrává v daleké a mrazivé budoucnosti. Vincent (Ethan Hawke) patří mezi jedny z posledních lidí, kteří se narodili přirozeným způsobem, bez účasti genetických inženýrů. Přestože touží se stát kosmickým navigátorem, vzhledem k jeho "nedokonalosti" pracuje jako uklízeč v centru pro pěstování dokonalých lidí Gattaca. Jeho touha uspět je však silná, pro splnění svého snu volí cestu podvodu.

## Recenze
- Gattaca / Gattaca – 90 % na Cinemo -